# Adagietto
Adagietto és un terme italià que significa ‘relativament lent’, però no tan lent com l'adagio. També s'utilitza com a títol d'una peça breu en tempo d'adagio.